# Angelo Maria Benincori
Angelo Maria Benincori, né à Brescia (Lombardie, Italie) le 28 mars 1779 et est décédé à Belleville (Seine) le 30 décembre 1821, est un compositeur italien.

## Biographie
Élève de Rolla pour le violon et de Cimarosa pour la composition, il s'installe à Paris en 1803 comme compositeur dramatique mais ne recevant pas le succès espéré, il doit donner pour vivre des leçons de chant, de violon et de piano. En 1818, il termine le Aladin ou la Lampe merveilleuse de Nicolo. Le succès de l’opéra est immense lorsqu'il est représenté le 6 février 1822. Malheureusement Benincori ne l'aura pas connu de son vivant étant décédé d'une maladie de poitrine deux mois avant.
Marié à Sophie Gersin (1792-1862), nièce du dramaturge Nicolas Gersin, le compositeur eut un fils Henri (1818-1895) qui devint chef de bureau à la direction générale des Tabacs et fut décoré de la Légion d'Honneur en 1869.

## Œuvres
- Galatée ou le nouveau Pygmalion (opéra) (1804)
- Hésione (opéra) (1807)
- Parents d'un jour (opérette) (1815)
- La promesse de mariage ou le retour au hameau (opérette) (1818)
- Époux indiscrets (opérette) (1819)
- Aladin ou la Lampe merveilleuse (opéra) (1818)